# 圭亞那隱帶麗魚
圭亞那隱帶麗魚，為輻鰭魚綱鱸形目隆頭魚亞目慈鯛科的其中一種，分布於南美洲哥倫比亞Inírida河流域，體長可達3.6公分，棲息在河川中底層水域，生活習性不明，可作為觀賞魚。

## 擴展閱讀
維基物種上的相關：圭亞那隱帶麗魚